# Quassia guianensis
Quassia guianensis là một loài thực vật có hoa trong họ Thanh thất. Loài này được (Aubl.) D.Dietr. miêu tả khoa học đầu tiên năm 1840.